# Kurt Bauer (Beamter)
Kurt Bauer ist ein ehemaliger österreichischer Sektionschef im Bundesministerium für Verkehr.

## Leben
Kurt Bauer war mindestens von 1966 bis 1968 Mitarbeiter und Kommissär in der Abteilung 1 im Präsidium der Zentralsektion im Bundesministerium für Verkehr und Elektrizitätswirtschaft, später Bundesministerium für Verkehr und verstaatlichte Unternehmungen.
Mindestens von 1977 bis 1983 war Kurt Bauer Mitarbeiter und Sektionsrat, später Ministerialrat in der Abteilung Pr 1 (Rechtsangelegenheiten des Ressorts etc.) in der Präsidialsektion im Bundesministerium für Verkehr.
Ab 1984 war er Leiter der Sektion II (Oberste Behörde für Eisenbahnen, Kraftfahrlinien, Rohrleitungen und Schlepplifte) im Bundesministerium für Verkehr.
Kurt Bauer trägt den akademischen Grad Dr. jur. sowie den Amtstitel Sektionschef.

## Auszeichnungen und Ehrungen
- Großes Ehrenzeichen für Verdienste um die Republik Österreich[5]